# Was nun, …?
Was nun, …? ist eine Interviewreihe des ZDF mit je einem Politiker, der zu aktuellen Ereignissen und Entwicklungen Stellung nimmt. Dazu wird er von den Moderatorinnen Bettina Schausten, ZDF-Chefredakteurin, und Anne Gellinek, stellvertretende ZDF-Chefredakteurin, befragt und mit Kommentaren, Zitaten und kurzen Meldungen konfrontiert, auf die er unmittelbar reagieren muss. Unter anderem muss der Gast in einem Teil der Sendung Satzanfänge vervollständigen. Die erste Sendung fand am 8. August 1985 statt. Die Reihe läuft immer bei aktuellen Anlässen und wird im Zollernhof produziert. Häufigste Gäste waren bisher die Bundeskanzler Gerhard Schröder und Helmut Kohl. 
Früher gehörte zum Konzept zudem ein Überraschungsgast, der am Ende der Sendung die Gesprächsführung übernehmen durfte. In diesem Zusammenhang enthüllte Der Spiegel 1986, dass Helmut Kohl sich in einer Ausgabe vorher bereits auf seine Kontrahentin, die ÖTV-Vorsitzende Monika Wulf-Mathies, vorbereitet hatte, woraufhin diese Rubrik in die Kritik geriet und später gestrichen wurde.

## Moderation

### Derzeitige Moderatoren
- Bettina Schausten (seit 2007)
- Anne Gellinek (2016, seit 2023)

### Ehemalige Moderatoren
- Wolfgang Herles (1985–1991)
- Klaus Bresser (1985–2002)
- Klaus-Peter Siegloch (1991–1995)
- Helmut Reitze (1995–1997)
- Thomas Bellut (1997–2006)
- Nikolaus Brender (2002–2009)
- Peter Frey (2009–2022)